# Finmarchinella angulata
Finmarchinella angulata är en kräftdjursart som först beskrevs av Georg Ossian Sars 1866.  Finmarchinella angulata ingår i släktet Finmarchinella och familjen Hemicytheridae. Inga underarter finns listade i Catalogue of Life.